# ایوان کوالف
ایوان کوالف (روسی: Иван Александрович Ковалёв؛ زادهٔ ۲۶ ژوئیهٔ ۱۹۸۶) دوچرخه‌سوار اهل روسیه است.
وی در مسابقات کشوری و بین‌المللی در مجموع برندهٔ ۱ مدال طلا، ۳ مدال نقره، ۱ مدال برنز شده‌است.